# Il nuovo maestro di cappella
Il nuovo maestro di cappella (título original en italiano; en español, El nuevo maestro de capilla) es un intermezzo cómico compuesto por Giovanni Paisiello, basado en un libreto de autoría ignorada, quizá ópera del mismo Paisiello.
Esta pequeña ópera es mucho menos conocida que Il maestro di cappella de Domenico Cimarosa y por otro lado aún más breve. Mientras en el caso de la composición de Cimarosa se cree que fue una ampliación de un aria para bajo, la pequeña ópera de Paisiello es a todos los efectos un aria con recitativo para bajo bufo.
Este intermezzo es una parodia de la figura del maestro de capilla del siglo XVIII y es afín como tipología a aquellos trabajos que satirizanb el ambiente teatral.